# Karel Gomes
Karel Andreas Maria (Karel) Gomes (Hillegersberg, 12 juli 1930 - Zwanenburg, 6 augustus 2016) was een Nederlandse beeldhouwer, schilder en medailleur.

## Leven en werk
Karel Gomes werd geboren in Hillegersberg, toen een zelfstandige gemeente, in 1941 ingelijfd bij Rotterdam, en volgde aanvankelijk een opleiding tot altviolist, maar ging kunst studeren aan de Rijksakademie van beeldende kunsten in Amsterdam. Zijn hoogleraren waren onder anderen Hubert van Lith, Cor Hund en Piet Esser. Zijn stijl is figuratief, maar hij wenste niet tot enige kunststroming gerekend te worden. Hij creëerde mens- en dierfiguren.
Het grootste project van Gomes is zijn beeldengroep in de Bijbelse tuin achter de Joannes de Doperkerk in Hoofddorp.
Beelden van Karel Gomes bevinden zich onder andere in het Rijksmuseum en het Amsterdam Museum (AHM) in Amsterdam, alsmede in het Centraal Museum in Utrecht.

## Werk (selectie)

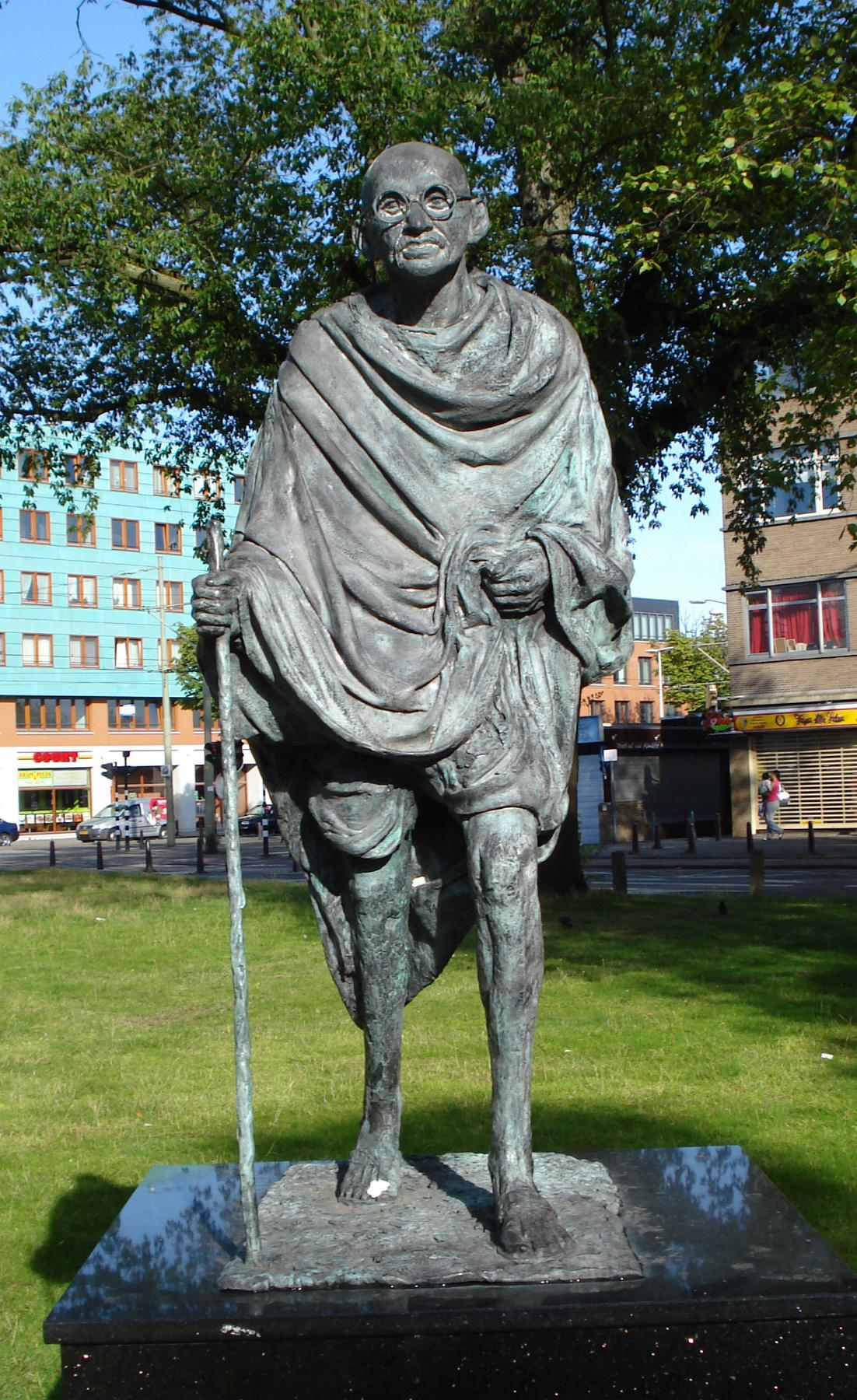
Mahatma Gandhi (2004), Den Haag

- Reiger (1971), Heilooërdijk, Alkmaar
- De polderjongen (1988), Polderplein. Hoofddorp
- Mahatma Gandhi (1990), Churchilllaan, Amsterdam
- De jonge geleerde man (1991), Rijksstraatweg/Zwarteweg, Bennebroek
- Vrijheidsbeeld (1995), Leimuiderdijk/Lisseweg, Weteringbrug (Haarlemmermeer)
- Otters (1997), Brinkweg, Heino
- Uil (2000), Torenvalk, Tollebeek
- Panda met jong (2003), Faberstraat, Enschede
- Jan Adriaanszoon Leeghwater (2004), Marktplein, Hoofddorp
- Mahatma Gandhi (2004), Hobbemaplein, Den Haag
- Stekeltrekker (2005), Spieringweg/Vijfhuizerweg, Hoofddorp
- De verdwenen boer (2005), Molenwerf, Amsterdam-Sloterdijk
- Monument Joodse onderduikers (als onderdeel, statie, van de kruisweg) (2005), Joannes de Doperkerk, Hoofddorp